# Maltańska pszczoła miodna
Maltańska pszczoła miodna (Apis mellifera ruttneri) − podgatunek pszczoły miodnej. Pochodzą z Malty.
Maltańskie pszczoły dostosowane są do wysokich temperatur, suchych lat i chłodnych zim. Mają potomstwo przez cały rok. Są odporne na warrozę.